# ハービマイシン
ハービマイシン(Herbimycin)は、Hsp90に結合してその機能を変えるベンゾキノンアンサマイシン系の抗生物質である。Hsp90は、細胞周期、細胞成長、細胞の生き残り、アポトーシス、血管新生、発がん等の制御にとって重要な役割を果たす。
この物質はもともと除草剤(Herbicide)活性から見つかったものなので、このような名前が付けられた。

## 生理活性
ハービマイシンは、v-Src、Bcr-Abl、p53等の腫瘍細胞中で変異しているタンパク質の分解を選択的に誘導する。この効果は、Hsp90が仲介している。